# Garschuni
Garschuni oder Karschuni (engl. Garshuni oder Karshuni, syrisch ܓܪܫܘܢܝ, arabisch كرشوني) ist eine für die Schreibung des Arabischen verwendete syrische Schrift (Aramäisch), die aus der christlich-syrischen Tradition entstanden ist.

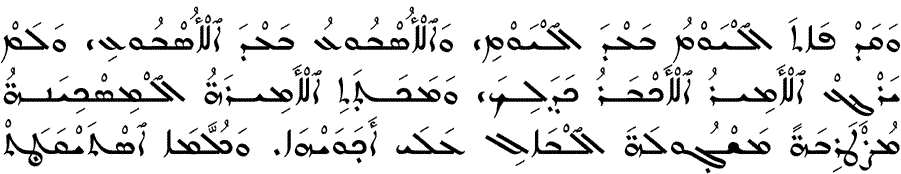
Garschuni

In der Liturgie einiger syrischen Kirchen wird sie bis heute verwendet. Es gibt eine umfangreiche Literatur, unter anderem ist die Vita Johannes des Täufers und die Erzählung der Sibylle in ihr überliefert.
Der Unicodeblock Syrisch enthält auch Garschuni-Codes.